# 1937 na televisão

## Nascimentos
| Data           | Nome                     | Profissão                      | Nacionalidade | Observações | Ref   |
| -------------- | ------------------------ | ------------------------------ | ------------- | ----------- | ----- |
| 9 de janeiro   | Enrique Lizalde          | ator                           | México        | m. 2013     | [ 1 ] |
| 7 de março     | Rogério Cardoso          | ator e comediante              | Brasil        | m. 2003     | [ 2 ] |
| 20 de março    | Paulo José               | ator e diretor                 | Brasil        | m. 2021     | [ 3 ] |
| 4 de junho     | Hugo Carvana             | ator e diretor                 | Brasil        | m. 2014     | [ 4 ] |
| 11 de junho    | Carlos Eduardo Dolabella | ator                           | Brasil        | m. 2003     | [ 5 ] |
| 11 de junho    | Reginaldo Faria          | ator                           | Brasil        |             |       |
| 17 de junho    | Clodovil Hernandes       | estilista e apresentador de TV | Brasil        | m. 2009     | [ 6 ] |
| 17 de agosto   | Geórgia Gomide           | atriz                          | Brasil        | m. 2011     | [ 7 ] |
| 8 de outubro   | Lilico                   | humorista                      | Brasil        | m. 1998     |       |
| 20 de outubro  | Jonas Mello              | ator e dublador                | Brasil        | m. 2020     | [ 8 ] |
| 17 de dezembro | Sergio Jiménez           | ator                           | México        | m. 2007     | [ 9 ] |
| ??             | Amaury Costa             | ator e dublador                | Brasil        | m. 1996     |       |

## Mortes
| Data | Nome | Profissão | Nacionalidade | Observações | Ref |
| ---- | ---- | --------- | ------------- | ----------- | --- |